# Néstor (nombre)
Néstor es un nombre propio masculino de origen griego cuyo significado es incierto. Puede significar "el que es recordado", pero también está conectado con el verbo griego Neomai, lo que significa aproximadamente 'llegar", "llegar a la meta". Por lo tanto, Néstor significaría "el que llega a su meta" o "Regalo de Dios".[cita requerida]
Néstor es en la Ilíada y la Odisea el prototipo del anciano experimentado, prudente y comprensivo, cuyo consejo es tan decisivo en la guerra como las armas. Él convenció a Aquiles para que se uniese a la expedición contra Troya; él fue quien consiguió reconciliar al rencoroso Aquiles con Agamenón; él recibió la visita de Telémaco; él dijo, en cuanto vio la deslumbrante belleza de Helena, que comprendía que hubiese dado lugar a aquella cruel guerra.
No tiene equivalente como nombre de pila femenino. Es un nombre especialmente popular en Argentina y otros países de Latinoamérica.

## Santoral
- 25 de febrero: San Néstor, Chile.
- 26 de febrero: San Néstor, obispo de Perge de Panfilia.
- 4 de marzo: San Néstor, obispo hispánico de tiempos de Nerón.
- 8 de septiembre: San Néstor de Gaza.
- 8 de octubre: San Néstor de Salónica.

## Personajes conocidos
- Néstor Kirchner, presidente de Argentina entre 2003 y 2007.
- Néstor Almendros, director de fotografía español.
- Néstor de la Torre, barítono canario.
- Néstor Martín-Fernández de la Torre, pintor canario.
- Néstor Perlongher, poeta, antropólogo y ensayista argentino.
- Nestor Makhno, anarquista ucraniano.
- Néstor Álamo, músico, periodista, investigador, uno de los máximos exponentes del folklore de Canarias.
- Néstor Sánchez, narrador argentino.
- Néstor Taboada Terán, escritor boliviano.
- Néstor Raúl Gorosito, jugador argentino de fútbol.
- Néstor Ortigoza, jugador argentino de fútbol nacionalizado paraguayo.

## Variantes
Aunque es un nombre de pila usado sobre todo en español, es equivalente de Nestor, nombre de pila en algunos idiomas de Europa oriental. 
- Equivalente en Caracteres chinos : 内斯特
- Equivalente en Caracteres japoneses: ネストル

- Datos: Q18341238
- Multimedia: Néstor (given name) / Q18341238